# Тремити
Тремитска острва (итал. Isole Tremiti) је архипелаг у Италији у округу Фођа, региону Апулија.
Према процени из 2011. у насељу је живело 367 становника. Насеље се налази на надморској висини од 40 м.

## Становништво
Према резултатима пописа становништва 2011. у општини је живело 455 становника.
| 1951. | 1961. | 1971. | 1981. | 1991. | 2001. | 2011. |
| ----- | ----- | ----- | ----- | ----- | ----- | ----- |
| 401   | 349   | 346   | 334   | 364   | 367   | 455   |